# Cavatappi
Les cavatappi ou cellentani sont des pâtes alimentaires cylindriques de forme hélicoïdale avec des rainures extérieures et une coupe perpendiculaire. Ce sont des pâtes modernes qui mesurent de 30 à 60 mm de long, de 5 à 6,2 mm de diamètre avec une épaisseur de 1 à 1,1 mm.
La complexité de la forme les rend particulièrement aptes à retenir sauces, garnitures et fromage fondu. Elles se cuisinent comme les tortiglioni, autres pâtes tubulaires striées en spirales.

## Dénomination
Cavatappi signifie tire-bouchon en italien. Cellentani ou celentani est le terme usuel en Italie, en espagnol, on retrouve sacacorchos. Barilla qui a lancé ces pâtes les a nommées ainsi à cause de leur forme. À l'époque, le chanteur Adriano Celentano était appelé molleggiato qui signifie ressort.
Selon Oretta Zanini De Vita, les mêmes pâtes sont nommées amorosi, cornetti ou jolly si elles ne font qu'une seule révolution.
Elles ne doivent pas être confondues avec les fusilli col buco de Campanie, longues spirales trouées lisses ou fusilli bucati lunghi.

## Histoire
Les cellentani sont originaires d'une usine de pâtes de Parme, dans les années 1970. Elles ont connu le succès aux États-Unis accompagnées de fromage (cavatappi au cheddar, au formage fondu, au parmesan, au Monterey jack ou au gruyère).

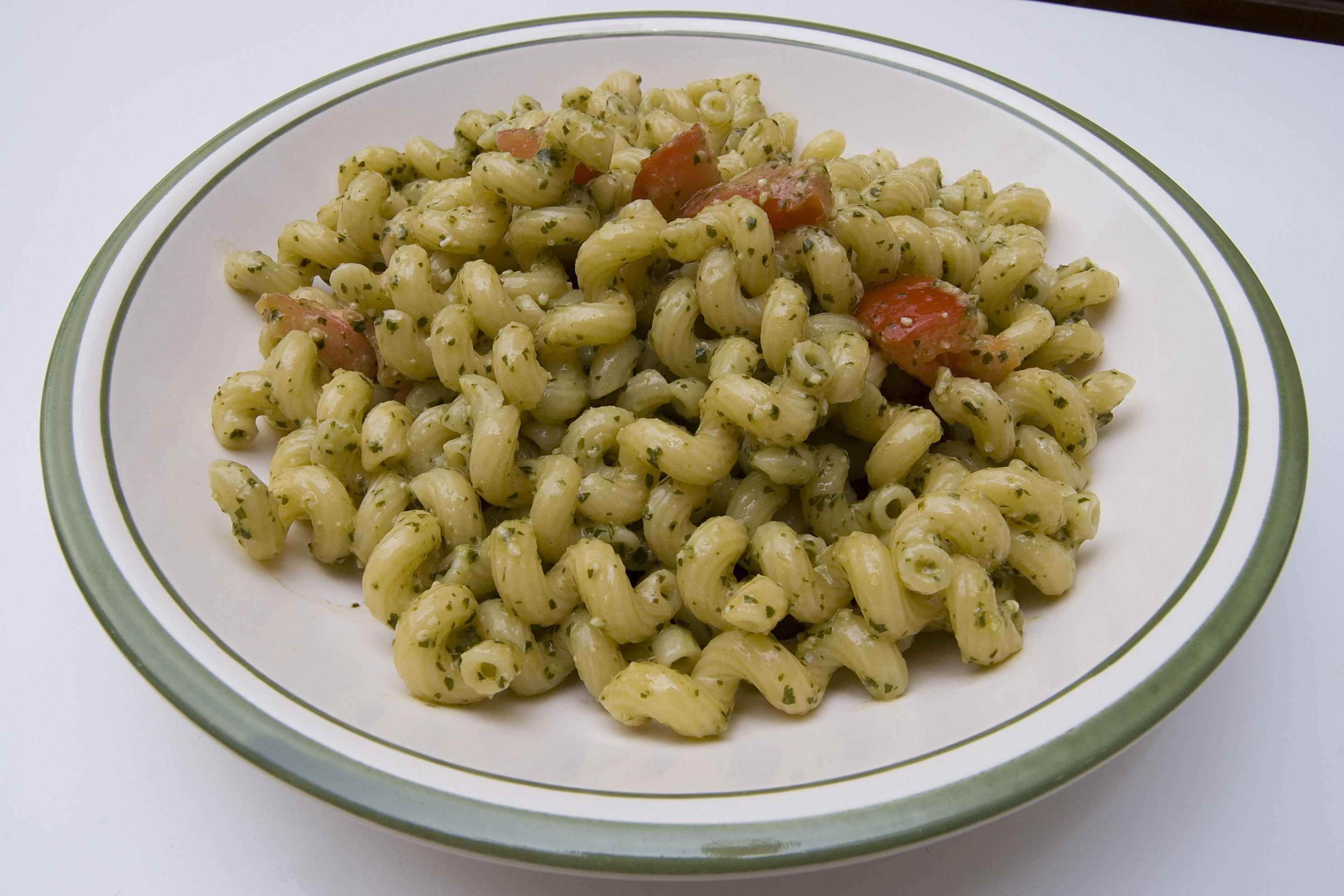
Cellentani au pesto.

## Accommodement

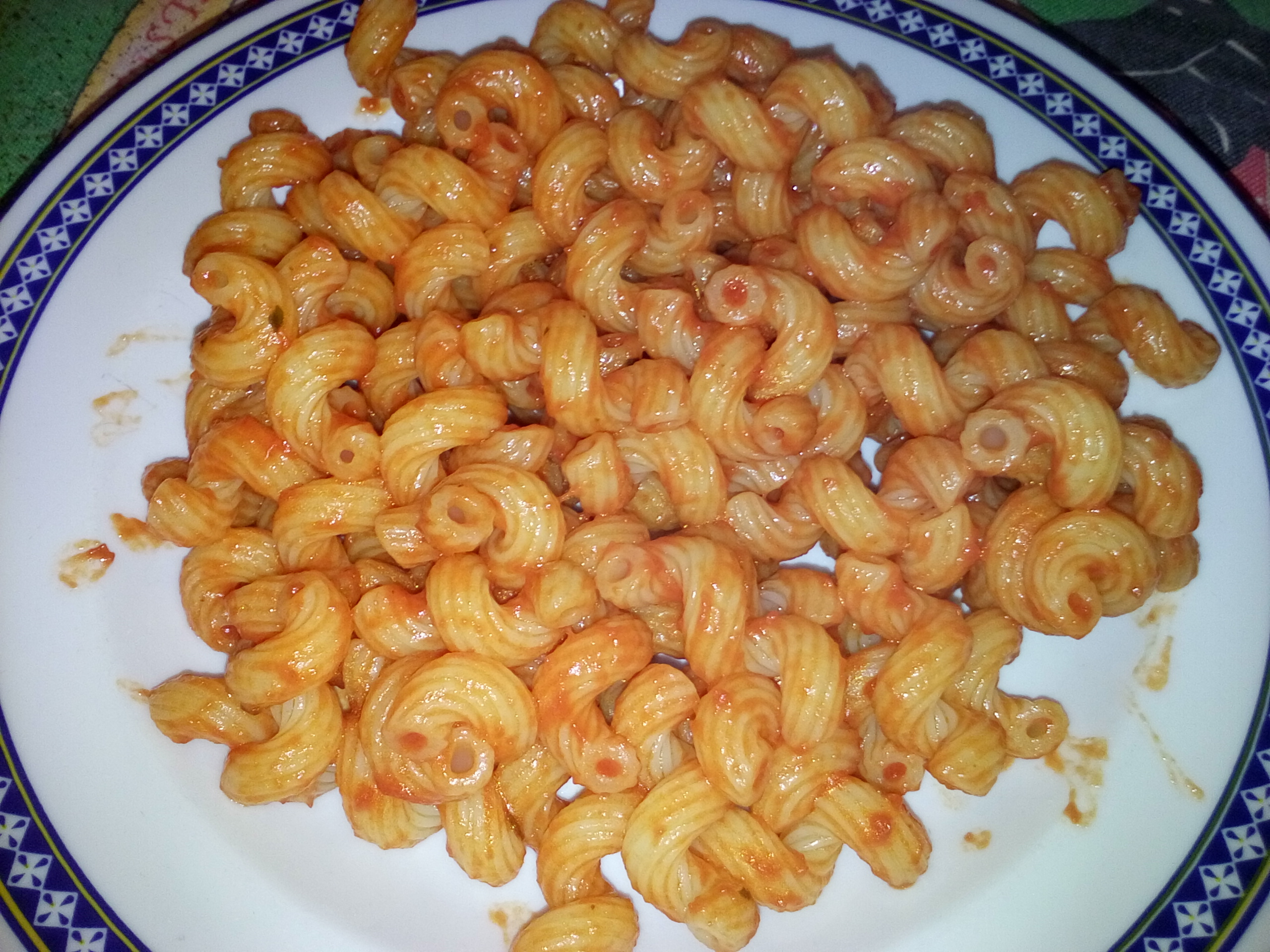
Cavatappi à la tomate.

Les striures spiralées de la surface, sur une forme elle-même enroulée et une structure tubulaire, favorisent l'adhésion des sauces, des morceaux de légumes, viandes ou poissons et du fromage fondu. Les cellentani se cuisinent comme les tortiglioni, les campanelle ou les fusilli, elles se font de même au gratin.
Elles acceptent aussi des sauces moins riches dont l'amatriciana (tomate, oignon, piment), le pesto génois, aux fruits de mer ou le plus simplement con pomodorini, à la tomate.